# Daurija
Daurija (russisk: Даурия) er en sovjetisk spillefilm fra 1971 af Viktor Tregubovitj.

## Medvirkende
- Vitalij Solomin som Roman Ulybin
- Pjotr Sjelokhonov som Severjan Ulybin
- Jefim Kopeljan som Ataman Kargin
- Vasilij Sjuksjin som Vasilij Ulybin
- Jurij Solomin som Semjon